# Martina Topley-Bird
Martina Gillian Topley-Bird (7 mei 1975) is een Brits zangeres. Zij verwierf bekendheid als de vrouwelijke stem op Tricky's debuutalbum Maxinquaye. Zij verschijnt eveneens op de volgende albums van Tricky.
Haar eerste eigen soloalbum, Quixotic, verscheen in 2003. Ook werkte ze mee aan het album Heligoland (2010) in van Massive Attack.

## Discografie

### Albums
- Quixotic (2003, Independiente)
- The Blue God (2008, Independiente)
- Some Place Simple (2010, Independiente)

### Singles
- 2003 - "Need One"
- 2003 - "Anything"
- 2003 - "I Still Feel"
- 2004 - "Soul Food"
- 2008 - "Carnies"
- 2008 - "Poison"
- 2008 - "Baby Blue"

- Bibliothèque nationale de France: cb14492360f (data)
- Gemeinsame Normdatei: 135326214
- International Standard Name Identifier: 0000 0000 7842 1869
- Library of Congress Control Number: n2005070687
- MusicBrainz: ed785ff1-8b1b-4bc0-8a24-dcc831013059
- Nationale Bibliotheek van Tsjechië: xx0082880
- Système universitaire de documentation: 07772237X
- Virtual International Authority File: 64235695
- WorldCat: E39PBJwD4HbmGcgYC4XGtwwXBP